# Eirene xiamenensis
Eirene xiamenensis is een hydroïdpoliep uit de familie Eirenidae. De poliep komt uit het geslacht Eirene. Eirene xiamenensis werd in 2010 voor het eerst wetenschappelijk beschreven door Huang, Xu & Lin. 